# Clàudia Guri
Clàudia Guri Moreno (Escaldes, 1º maggio 1995) è un'altista, lunghista e astista andorrana con cittadinanza spagnola.

## Carriera
Contestualmente alla carriera in atletica, ha intrapreso anche la carriera come cestista.

## Palmarès
| Anno | Manifestazione                    | Sede       | Evento           | Risultato | Prestazione | Note |
| ---- | --------------------------------- | ---------- | ---------------- | --------- | ----------- | ---- |
| 2010 | Europei a squadre                 | Marsa      | Salto con l'asta | 7ª        | 2,40 m      |      |
| 2011 | Giochi dei piccoli stati d'Europa | Schaan     | Salto in alto    | nm        | nm          |      |
| 2011 | Europei a squadre                 | Reykjavík  | Salto con l'asta | 8ª        | 2,40 m      |      |
| 2014 | Europei a squadre                 | Tbilisi    | Salto in alto    | 10ª       | 1,55 m      |      |
| 2014 | Europei a squadre                 | Tbilisi    | Salto in lungo   | 13ª       | 5,00 m      |      |
| 2015 | Europei indoor                    | Praga      | Salto in lungo   | 22ª (q)   | 5,46 m      |      |
| 2015 | Europei indoor                    | Praga      | Salto triplo     | 21ª (q)   | 12,06 m     |      |
| 2015 | Giochi dei piccoli stati d'Europa | Reykjavík  | Salto in alto    | Bronzo    | 1,68 m      |      |
| 2015 | Giochi dei piccoli stati d'Europa | Reykjavík  | Salto in lungo   | 5ª        | 5,21 m      |      |
| 2015 | Giochi dei piccoli stati d'Europa | Reykjavík  | Salto triplo     | 4ª        | 11,52 m     |      |
| 2015 | Europei a squadre                 | Baku       | Salto in alto    | 6ª        | 1,74 m      |      |
| 2015 | Europei a squadre                 | Baku       | Salto in lungo   | 11ª       | 5,27 m      |      |
| 2015 | Europei a squadre                 | Baku       | Salto triplo     | 8ª        | 11,90 m     |      |
| 2015 | Mondiali                          | Pechino    | Salto in lungo   | 31ª (q)   | 5,59 m      |      |
| 2016 | Europei                           | Amsterdam  | Salto in alto    | 26ª (q)   | 1,75 m      |      |
| 2016 | Mediterranei under 23             | Tunisi     | Salto in alto    | 5ª        | 1,79 m      |      |
| 2017 | Europei indoor                    | Belgrado   | Salto in alto    | 21ª (q)   | 1,76 m      |      |
| 2017 | Giochi dei piccoli stati d'Europa | Serravalle | Salto in alto    | Bronzo    | 1,68 m      |      |
| 2017 | Europei a squadre                 | Marsa      | Salto in alto    | 6ª        | 1,60 m      |      |